# Paratropus boleti
Paratropus boleti är en skalbaggsart som beskrevs av Lewis 1901. Paratropus boleti ingår i släktet Paratropus och familjen stumpbaggar. Inga underarter finns listade i Catalogue of Life.